# Mesopolobus contarinomyiae
Mesopolobus contarinomyiae är en stekelart som beskrevs av Dzhanokmen 1995. Mesopolobus contarinomyiae ingår i släktet Mesopolobus och familjen puppglanssteklar. Inga underarter finns listade i Catalogue of Life.